# Pierre Marie Auguste Broussonet
Pierre Marie Auguste Broussonet (Montpellier, 28 febbraio 1761 – Montpellier, 17 gennaio 1807) è stato un medico e naturalista francese.
È noto soprattutto per i suoi contributi nel campo della zoologia e per il suo coinvolgimento nella politica durante la Rivoluzione francese.
Figlio di un medico e professore di medicina all'Università di Montpellier, François Broussonet (1722-1792), ha studiato medicina presso l'Università di Montpellier dove si è laureato nel 1779. Suo fratello, Victor, ha studiato nella stessa Università e in seguito ne è diventato il preside.
Nel 1780 si trasferì in Inghilterra dove, grazie all'intervento di Sir Joseph Banks (1743-1820), fu ammesso come membro onorario della Royal Society e nel 1782 pubblicò a Londra la prima parte del suo lavoro sui pesci, Ichthyologiae Decas I, basato sulle specie raccolte da James Cook (1728-1779) durante i suoi viaggi.
Durante i suoi studi, si è appassionato alla storia naturale e alla zoologia, diventando uno dei principali esperti nel campo. Ha compiuto numerose spedizioni scientifiche per raccogliere campioni di animali e piante, tra cui una notevole spedizione in Italia nel 1788.
Tornato a Parigi fu nominato segretario della Società dell'Agricoltura e nel 1789 diventò membro del Consiglio dei Cinquecento, una delle due camere del governo rivoluzionario francese. Sostenne attivamente le riforme politiche e sociali dell'epoca, sostenendo l'abolizione della nobiltà ereditaria e l'uguaglianza dei cittadini. Tuttavia, dopo il colpo di Stato del 18 brumaio (9 novembre 1799) di Napoleone Bonaparte, Broussonet si allontanò dalla politica costretto a lasciare Parigi e a rifugiarsi prima a Madrid, poi a Lisbona ed infine in Marocco, come medico presso l'ambasciata americana.  Successivamente fece ritorno in Francia e nel 1800 fu nominato professore di zoologia all'École de Médecine di Montpellier. Ha contribuito alla descrizione di numerose specie animali, tra cui il serpente dal collare (Natrix natrix) e il pesce ragno (Trachinus draco). Ha anche pubblicato diverse opere scientifiche di rilievo, come "Ichthyologia Decas Prima" (1802) e "Histoire naturelle des vers" (1805).  Nel 1805 fu nominato professore di botanica a Montpellier, dove morì nel 1807 alla prematura età di soli 45 anni.

## Pubblicazioni
- Ichthyologia sistens piscium descriptiones et icones, Londini: P. Elmsly; Parisiis: P. F. Didot; Viennae: R. Graeffer, 1782.
- Instruction [ou Mémoire] sur la culture des turneps ou gros navets, sur la manière de les conserver et sur les moyens de les rendre propres à la nourriture des bestiaux, Paris: Impr. royale, 1785, in-8°, 23 p.
- «Essai de comparaison entre les mouvements des animaux et ceux des plantes, et description d'une espèce de sainfoin, dont les feuilles sont dans un mouvement continuel », Mémoires de l'Académie des sciences (Paris: Impr. royale), 1785, in-4°, p. 609-621
- Année rurale, ou Calendrier à l'usage des cultivateurs, Paris, 1787-1788, 2 vol. in-12
- Memoir on the regeneration of certain parts of the bodies of fishes, London: Printed for the proprietors and sold by C. Forster, 1789.
- Réflexions sur les avantages qui résulteroient de la réunion de la Société royale d'Agriculture, de l'École vétérinaire, et de trois chaires du Collège royal, au Jardin du roi, Paris: Impr. du Journal gratuit, 1790, in-8°, 42 p.
- Elenchus plantarum horti botanici Monspeliensis, Monspelii: Augusti Ricard, 1805.

## Curiosità
In suo onore è stato dato il nome al genere di piante Broussonetia, essendo stato il primo ad introdurre in Francia delle piante femminili di gelso da carta dalla Cina alla fine del XVIII secolo.